# Ptilocrinus australis
Ptilocrinus australis is een zeelelie uit de familie Hyocrinidae.
De wetenschappelijke naam van de soort werd in 2011 gepubliceerd door N. Améziane & Michel Roux.